# Wir sassen im Boot
Wir sassen im Boot er en film instrueret af Niels Lomholt.